# Хороату Чехулуј (Салаж)
Хороату Чехулуј (рум. Horoatu Cehului) насеље је у Румунији у округу Салаж у општини Чеху Силваниеј. Oпштина се налази на надморској висини од 216 m.

## Становништво
Према подацима из 2002. године у насељу је живело 222 становника, од којих су сви румунске националности.